# Dusan Sidjanski
Dusan Sidjanski, né le 23 octobre 1926 à Belgrade, est un politologue et professeur universitaire de nationalité suisse (Genève) d'origine yougoslave (serbe).

## Biographie
Il a étudié  à l'école française de Belgrade (1933-1941), aux lycées de Padoue et de Modène en 1943 (réfugié, assigné à résidence) puis à l'École nouvelle à Chailly-sur-Lausanne en 1944-1945, et en 1946 il a obtenu le baccalauréat au gymnase cantonal de Lausanne. En 1949 il a obtenu la licence en science politique à l'université de Lausanne et, après des études de  DES de droit public à l'université de Paris en 1952-1953, en 1954 il a obtenu un doctorat en science politique à l'université de Lausanne, avec une thèse sous la direction du professeur Jacques Secretan, intitulée Du fédéralisme national au fédéralisme international. Il a ensuite soutenu une thèse d'habilitation à la faculté des sciences économiques et sociales de l'université de Genève sur La Communauté économique européenne. Dimensions institutionnelle, économique et politique (1958-1959), avec les professeurs Paul Guggenheim, Jacques l'Huillier et Jean Meynaud. 
Dusan Sidjanski est le fondateur du département de science politique de l’université de Genève, professeur honoraire de la faculté des sciences économiques et sociales et de l’institut universitaire d'études européennes. Il a été  Conseiller spécial du Président de la Commission européenne José-Manuel Barroso (qui avait été son étudiant et puis son assistant), président d'honneur du Centre européen de la culture. Il est membre de la Société européenne de Culture (fondée par Umberto Campagnolo) ainsi que du Conseil de la Fondation Latsis Internationale; cette dernière est montrée du doigt par certains parlementaires pour son manque de transparence en Grèce et dans les Balkans. Il a été, depuis 1956, proche collaborateur de Denis de Rougemont au Centre européen de la culture, fondé en 1950 à la suite de la Résolution culturelle du congrès de La Haye de 1948.
Il est président du Comité suisse pour le retour des marbres du Parthénon.

## Décorations
- 2004 :  grand officier de l'ordre de l'Infant Dom Henri ( Portugal)
- 2002 :  chevalier dans l'ordre national de la Légion d'honneur ( France)
- 1996 :  chevalier de l'ordre national du Mérite ( France)
- 1982 :  officier de l'ordre des Palmes académiques ( France)

## Distinctions
- 2011 : docteur honoris causa de l'université Panteion de sciences sociales et politiques d'Athènes.
- 2007 : citoyen d'honneur de la Grèce
- 1999 : citoyen d'honneur de la ville d'Athènes
- 1998 : docteur honoris causa de l'université d'État des sciences humaines de Russie (Moscou)

## Hommages
- 2016 Un centre de compétences en études européennes porte son nom à l'université de Genève[3],[4].

## Ouvrages
Il est l'auteur d’ouvrages et d'articles sur le fédéralisme européen et sur l’intégration régionale, dont : 
- Fédéralisme amphictyonique, Éléments de système et tendance internationale, Paris et Lausanne, Pedone et Rouge & Cie, 1956 ;
- Dimensions européennes de la science politique, Paris, LGDJ, 1963 ;
- Dimensiones institucionales de la integracion latinoamericana, Buenos Aires, INTAL, 1967 ;
- Les Groupes de pression dans la Communauté européenne, (en coll. avec Jean Meynaud), Bruxelles, 1971 ;
- Political decision-making processes, Amsterdam et al., Elsevier, 1973 ;
- Europe Élections, de la démocratie européenne, Paris, Stanké, 1979 ;
- Union ou désunion de l'Europe ? La Communauté européenne à l'épreuve de la crise yougoslave et des mutations en Europe de l'Est, Dossiers de l'Institut universitaire d'études européennes, (IUEE) Genève, 1991 ;
- L'Avenir fédéraliste de l'Europe, La Communauté européenne des origines au Traité de Maastricht, Paris, PUF, 1992, 1993; Traduit en italien, serbo-croate, portugais (préface de J.M. Barroso), grec, russe (Préface par le Recteur Iouri Afanasiev), espagnol (préface de J.M. Gil-Robles) et anglais. ;
- The Federal Future of Europe, mise à jour publiée par The University of Michigan Press, Introductory note by Jacques Delors, Foreword by Harold K. Jacobson, Ann Arbor, 2000 ;
- L’approche fédérative de l’Union européenne ou la quête d’un fédéralisme européen inédit, Notre Europe, 2001 paru en versions portugaise (Principia - 2001), italienne (Franco Angeli – 2002), serbo-croate (Galaxie Gutenberg – 2002) et allemande (Haupt – 2004) ;
- "Denis de Rougemont, l’Européen", dans Denis de Rougemont, l’Européen, Centre européen de la culture et Fondation Martin Bodmer, 2006 ;
- "Une vision futurible de la Constitution fédérative européenne", Futuribili, Dir. P.A. Baldocci et A. Gasparini, Quaderni di Futuribili, ISIG, Gorizia, 2007 ;
- Le dialogue des cultures à l’aube du XXIe siècle Hommage à Denis de Rougemont par José Manuel Barroso, (direction en collaboration avec F. Saint-Ouen), Bruxelles, Bruylant, 2007 ;
- "Le Traité européen simplifié et l’avenir de la fédération européenne", dans Europe at 50, IUHEI, 2007 ;
- "Le rôle de l'Union dans le dialogue des cultures et la participation citoyenne", Conférence Jean Monnet, 2008 ;
- Le Traité de Lisbonne ou la tentation de l'intergouvernemental?, The Treaty of Lisbon or intergovernmental temptation?, Bureau des conseillers de politique européenne (BEPA), 2011.

- "Le Traité de Lisbonne sur la voie fédéraliste?", L’Europe en formation, Revue d’études sur la construction européenne et le fédéralisme, No 362, 2011, pp.5-29.

- L'Avenir fédéraliste de l'Europe II. Du Traité de Maastricht à celui de Lisbonne. Sur les traces de Dusan Sidjanski, par François Saint-Ouen. Préface et postface de Dusan Sidjanski, Bruxelles, Bruylant, 2011, 44 p. (9 p. et 35 p.).

- "Austerity, a Sword of Damocles Hanging over European Democracy", The Federalist Debate, Turin, année XXVI. Number 2, juillet 2013, pp. 16-20.

- "La zone euro, noyau d’une Fédération européenne", BEPA Monthly Brief, No 70, Commission européenne, Bruxelles, décembre 2013-janvier 2014, pp. 1-3.

- "The Eurozone and the Future of the EU", in Balàzs, P. (ed.), A European Union with 36 Members ?, Perspectives and Risks, Budapest, Center for EU Enlargement Studies, 2014, pp.139-152.

- "La Fédération européenne est notre affaire", in Saint-Ouen, François. (éd.), L’Europe de Denis de Rougemont, Louvain-la-Neuve, L’Harmattan /Academia, 2014, pp. 137-171.